# René D'haeyer
René Roger Camiel Remi D'haeyer (Geldrop, 16 april 1918 - Waasmunster, 23 maart 1996) was een Belgisch ondernemer en politicus voor de PVV.

## Levensloop
D'haeyer werd beroepshalve technisch ingenieur en zaakvoerder.
Hij werd politiek actief voor de PVV en was voor deze partij gemeenteraadslid van Sint-Niklaas. Tevens zetelde hij voor de partij van 1974 tot 1981 als provinciaal senator voor de provincie Oost-Vlaanderen in de Senaat. In de periode april 1974 - oktober 1980 zetelde hij als gevolg van het toen bestaande dubbelmandaat ook in de Cultuurraad voor de Nederlandse Cultuurgemeenschap. Vanaf 21 oktober 1980 tot november 1981 was hij tevens korte tijd lid van de Vlaamse Raad.